# Barichneumon muciallae
Barichneumon muciallae är en stekelart som först beskrevs av Wilkinson 1930.  Barichneumon muciallae ingår i släktet Barichneumon och familjen brokparasitsteklar. Inga underarter finns listade.